# NGC 1596
NGC 1596 ist eine linsenförmige Galaxie vom Hubble-Typ S0 im Sternbild Dorado (Schwertfisch) am Südsternhimmel. Sie ist schätzungsweise 60 Millionen Lichtjahre von der Milchstraße entfernt und hat einen Scheibendurchmesser von etwa 75.000 Lj. Gemeinsam mit NGC 1602 bildet sie ein gebundenes Paar.
Das Objekt wurde am 5. Dezember 1834 von John Herschel entdeckt.